# مطار أنديرا غاندي الدولي
مطار أنديرا غاندي الدولي (إياتا: DEL، إيكاو: VIDP)(بالإنجليزية: Indira Gandhi International Airport) هو المطار الدولي الرئيسي الذي يخدم دلهي، عاصمة الهند، ومنطقة العاصمة الوطنية (NCR). يمتد المطار على مساحة 5106 فدان (2066 هكتار)، يقع في بالام، دلهي، على بعد 15 كم (9.3 ميل) جنوب غرب محطة سكة حديد نيودلهي و16 كم (9.9 ميل) من وسط مدينة نيودلهي. سمي على اسم أنديرا غاندي (1917–1984)، وهي رئيس وزراء الهند السابقة، هو أكثر المطارات ازدحامًا في الهند من حيث حركة المسافرين منذ عام 2009. كما أنه أكثر المطارات ازدحامًا في البلاد من حيث حركة الشحن. في السنة المالية 2020، تعامل المطار مع 67.3 مليون مسافر، وهو أعلى رقم على الإطلاق في تاريخ المطار. اعتبارًا من عام 2022، هو سابع أكثر المطارات ازدحامًا في العالم، وفقًا لأحدث التصنيفات الصادرة عن شركة OAG للاستشارات الجوية. هو أكثر المطارات ازدحامًا في آسيامن خلال حركة الركاب، حيث تعامل مع أكثر من 37 مليون مسافر في عام 2021.

## شركات الطيران والوجهات

### الركاب
| شركـات طيـران                     | الوجهات |
| --------------------------------- | --- |
| إيروفلوت                          | مطار شيريميتييفو الدولي |
| Aero Nomad Airlines               | مطار مناس الدولي |
| العربية للطيران                   | مطار الشارقة الدولي |
| طيران أستانا                      | مطار ألماتي الدولي |
| طيران كندا                        | مطار مونتريال الدولي، مطار تورونتو بيرسون الدولي |
| الخطوط الجوية الفرنسية            | مطار باريس شارل ديغول |
| طيران الهند                       | مطار أجارتالا ‏، مطار سردار فالابهبهاي باتل الدولي، Amritsar، مطار سخيبول أمستردام، مطار أورانجاباد ‏، مطار البحرين الدولي، مطار كيمبيغودا الدولي، مطار سوفارنابومي الدولي، Bhopal، مطار برمينغهام، مطار تشيناي الدولي، مطار أوهير الدولي، مطار كويمباتور الدولي، مطار باندارنيك الدولي، مطار كوبنهاغن، مطار الملك فهد الدولي، مطار حمد الدولي، مطار دبي الدولي، مطار فرانكفورت، مطار غوا الدولي، Guwahati، مطار هونغ كونغ الدولي، مطار راجيف غاندي الدولي، Imphal، Indore، مطار جامو ‏، مطار جودبور ‏، مطار تريبوفان الدولي، مطار كوتشين، مطار نيتاجي سوبهاس شاندرا بوس الدولي، مطار الكويت الدولي، Leh، مطار لندن هيثرو، مطار تشودري تشاران سينغ، مطار ملبورن الدولي، مطار مالبينسا، مطار تشاتراباتي شيفاجي الدولي، مطار مسقط الدولي، مطار جومو كينياتا الدولي، مطار نيوآرك ليبرتي الدولي، مطار جون إف كينيدي الدولي، مطار باريس شارل ديغول، Patna، Port Blair ‏، مطار بوني الدولي، مطار راجكوت ‏، مطار الملك خالد الدولي، مطار سان فرانسيسكو الدولي، مطار إنتشون الدولي، مطار شانغي سنغافورة، Srinagar، مطار سيدني، مطار بن غوريون الدولي، مطار تريفاندروم الدولي، مطار تيروباتي ‏، مطار ناريتا الدولي، مطار تورونتو بيرسون الدولي، Udaipur، مطار فادودارا ‏، مطار فانكوفر الدولي، مطار لال بهادور شاستري الدولي، مطار فيينا الدولي، مطار فيجاياوادا ‏، مطار فشاكاباتنم ‏، مطار واشنطن دولس الدولي، Yangon |
| طيران الهند إكسبريس               | مطار مدورئي الدولي ‏، مطار مسقط الدولي، مطار الشارقة الدولي |
| طيران موريشيوس                    | مطار سير سيووساغور رامغولام الدولي |
| طيران آسيا (إكس)                  | مطار كوالالمبور الدولي |
| طيران أسيا الهند                  | مطار باجدوجرا، مطار كيمبيغودا الدولي، Bhubaneswar، مطار غوا الدولي، Guwahati، Imphal، مطار جايبور الدولي، مطار كوتشين، مطار تشودري تشاران سينغ، مطار تشاتراباتي شيفاجي الدولي، مطار بوني الدولي، Ranchi، Srinagar، Surat |
| Akasa Air                         | مطار سردار فالابهبهاي باتل الدولي، مطار كيمبيغودا الدولي، Goa–Mopa، مطار راجيف غاندي الدولي، مطار تشاتراباتي شيفاجي الدولي |
| Alliance Air ‏                     | Amritsar، مطار بريلي ‏، Bikaner، مطار بيلاس بور ‏، Chandigarh، مطار دهرادون ‏، Dharamshala، Gorakhpur، Indore، مطار جبلبور ‏، مطار جايبور الدولي، مطار جامو ‏، Kullu، مطار الله أباد ‏، مطار شيملا ‏، Udaipur موسمي: Jaisalmer |
| خطوط كل اليابان الجوية            | مطار طوكيو هانيدا الدولي |
| الخطوط الجوية الأمريكية           | مطار جون إف كينيدي الدولي |
| الخطوط الجوية الأفغانية آريانا    | مطار كابل الدولي |
| خطوط آسيانا الجوية                | مطار إنتشون الدولي |
| الخطوط الجوية الأذربيجانية        | مطار حيدر علييف الدولي |
| باتيك إير ماليزيا                 | مطار كوالالمبور الدولي |
| خطوط بوتان الجوية                 | مطار بارو الدولي |
| خطوط بيمان بنغلاديش الجوية        | مطار شاه جلال الدولي |
| الخطوط الجوية البريطانية          | مطار لندن هيثرو |
| Cambodia Angkor Air               | مطار بنوم بنه الدولي (تبدأ في 29 أكتوبر 2023) |
| كاثي باسيفيك                      | مطار هونغ كونغ الدولي |
| طيران دروك                        | مطار تريبوفان الدولي، مطار بارو الدولي |
| مصر للطيران                       | مطار القاهرة الدولي (تبدأ في 3 أغسطس 2023) |
| إل عال                            | مطار بن غوريون الدولي (تستأنف 29 أكتوبر 2023) |
| طيران الإمارات                    | مطار دبي الدولي |
| الخطوط الجوية الإثيوبية           | مطار أديس أبابا بولي الدولي |
| الاتحاد للطيران                   | مطار أبو ظبي الدولي |
| فين إير                           | مطار هلسنكي فانتا |
| FlyArystan                        | Shymkent |
| فلاي دبي                          | مطار دبي الدولي |
| طيران ناس                         | مطار الملك خالد الدولي |
| فلاي بغداد                        | مطار بغداد الدولي، مطار النجف الدولي |
| طيران الخليج                      | مطار البحرين الدولي |
| خطوط إنديقو                       | مطار أبو ظبي الدولي، مطار سردار فالابهبهاي باتل الدولي، Aizawl، مطار ألماتي الدولي (تبدأ في 15 أغسطس 2023)، Amritsar، مطار أورانجاباد ‏، مطار باجدوجرا، مطار كيمبيغودا الدولي، مطار سوفارنابومي الدولي، Bhopal، Bhubaneswar، Chandigarh، مطار تشيناي الدولي، مطار كويمباتور الدولي، مطار باندارنيك الدولي، مطار الملك فهد الدولي، مطار دهرادون ‏، Deoghar، مطار شاه جلال الدولي، Dharamshala، مطار ديبروجاره ‏، Dimapur، مطار حمد الدولي، مطار دبي الدولي، مطار نذر الإسلام ‏، مطار غوا الدولي، Goa–Mopa، Gorakhpur، Guwahati، مطار هوبلي، مطار راجيف غاندي الدولي، Imphal، Indore، مطار إسطنبول الدولي، Itanagar، مطار جبلبور ‏، مطار جايبور الدولي، مطار جامو ‏، مطار الملك عبد العزيز الدولي، مطار جودبور ‏، مطار جورهات ‏، مطار كانبور ‏ (تبدأ في 1 يوليو 2023)، مطار تريبوفان الدولي، مطار كوتشين، مطار نيتاجي سوبهاس شاندرا بوس الدولي، مطار كاليكوت الدولي، مطار الكويت الدولي، Leh، مطار تشودري تشاران سينغ، مطار مدورئي الدولي ‏، مطار فيلانا الدولي، مطار مانغلور الدولي ‏، مطار تشاتراباتي شيفاجي الدولي، مطار مسقط الدولي، مطار د. باباساحب أمبدكار الدولي، Pantnagar، Patna، Phuket، Port Blair ‏، مطار الله أباد ‏، مطار بوني الدولي، مطار سوامي فيفي كاناندا ‏، مطار راجكوت ‏، Ranchi، مطار الملك خالد الدولي، مطار الشارقة الدولي، مطار شانغي سنغافورة، Srinagar، مطار سورت ‏، مطار تريفاندروم الدولي، مطار تيروتشيرابالي الدولي، مطار تيروباتي ‏، Udaipur، مطار فادودارا ‏، مطار لال بهادور شاستري الدولي، مطار فشاكاباتنم ‏ |
| الخطوط الجوية العراقية            | مطار بغداد الدولي، مطار البصرة الدولي |
| إيتا (شركة طيران)                 | مطار ليوناردو دا فينشي |
| الخطوط الجوية اليابانية           | مطار طوكيو هانيدا الدولي |
| طيران الجزيرة                     | مطار الكويت الدولي |
| كام إير                           | مطار كابل الدولي |
| الخطوط الجوية الملكية الهولندية   | مطار سخيبول أمستردام |
| كوريا للطيران                     | مطار إنتشون الدولي |
| الخطوط الجوية الكويتية            | مطار الكويت الدولي |
| خطوط لوت الجوية البولندية         | مطار وارسو فريدريك شوبان |
| لوفتهانزا                         | مطار فرانكفورت، مطار ميونخ الدولي |
| ماهان إير                         | مطار الإمام الخميني الدولي |
| الخطوط الجوية الماليزية           | مطار كوالالمبور الدولي |
| Myanmar Airways International     | Yangon |
| الخطوط الجوية النيبالية           | مطار تريبوفان الدولي |
| الطيران العماني                   | مطار مسقط الدولي |
| كانتاس                            | مطار ملبورن الدولي |
| الخطوط الجوية القطرية             | مطار حمد الدولي |
| الخطوط السعودية                   | مطار الملك عبد العزيز الدولي، مطار الملك خالد الدولي |
| الخطوط الجوية السنغافورية         | مطار شانغي سنغافورة |
| Somon Air                         | مطار دوشنبه الدولي |
| سبايس جيت                         | مطار سردار فالابهبهاي باتل الدولي، مطار باجدوجرا، مطار كيمبيغودا الدولي، مطار سوفارنابومي الدولي، Belgaum، مطار تشيناي الدولي، Darbhanga، Dharamshala، مطار دبي الدولي، مطار غوا الدولي، Goa–Mopa (تستأنف 13 يوليو 2023)، Gorakhpur، Guwahati، مطار راجيف غاندي الدولي، مطار جامو ‏، مطار الملك عبد العزيز الدولي، Jharsuguda، Kandla، مطار آثار خاجوراهو ‏، مطار نيتاجي سوبهاس شاندرا بوس الدولي، مطار كوشينجار ‏، Leh، مطار تشاتراباتي شيفاجي الدولي، Pakyong، Pantnagar، Patna، Port Blair ‏، مطار بوني الدولي، مطار شيلونغ ‏، Shirdi (تستأنف 1 يوليو 2023)،[بحاجة لمصدر] Srinagar، مطار لال بهادور شاستري الدولي موسمي: Jaisalmer، مطار جودبور ‏، Udaipur |
| الخطوط الجوية السريلانكية         | مطار باندارنيك الدولي |
| الخطوط الجوية الدولية السويسرية   | مطار زيورخ الدولي |
| الخطوط الجوية الدولية التايلاندية | مطار سوفارنابومي الدولي |
| الخطوط الجوية التركية             | مطار إسطنبول الدولي |
| طيران تركمانستان                  | مطار عشق آباد الدولي |
| الخطوط الجوية المتحدة             | مطار نيوآرك ليبرتي الدولي |
| الخطوط الجوية الأوزبكستانية       | مطار طشقند الدولي |
| خطوط فيت جيت                      | مطار نوي باي الدولي، مطار تان سون نهات الدولي موسمي: مطار دا نانغ الدولي، مطار فو كوك الدولي |
| الخطوط الجوية الفيتنامية          | مطار نوي باي الدولي، مطار تان سون نهات الدولي |
| خطوط فيرجن أتلانتيك الجوية        | مطار لندن هيثرو |
| فيستارا                           | مطار سردار فالابهبهاي باتل الدولي، Amritsar، مطار باجدوجرا، مطار كيمبيغودا الدولي، مطار سوفارنابومي الدولي، Bhubaneswar، Chandigarh، مطار تشيناي الدولي، مطار كويمباتور الدولي، مطار دهرادون ‏، مطار شاه جلال الدولي، مطار ديبروجاره ‏، مطار فرانكفورت، مطار غوا الدولي، Goa–Mopa، Guwahati، مطار راجيف غاندي الدولي، Indore، مطار جامو ‏، مطار تريبوفان الدولي، مطار كوتشين، مطار نيتاجي سوبهاس شاندرا بوس الدولي، Leh، مطار لندن هيثرو، مطار تشودري تشاران سينغ، مطار تشاتراباتي شيفاجي الدولي، مطار باريس شارل ديغول، Patna، Port Blair ‏، مطار بوني الدولي، مطار سوامي فيفي كاناندا ‏، Ranchi، مطار شانغي سنغافورة، Srinagar، مطار تريفاندروم الدولي، Udaipur، مطار لال بهادور شاستري الدولي |

### الشحن
| شركـات طيـران            | الوجهات | المرجع          |
| ------------------------ | --- | --------------- |
| AeroLogic                | مطار لايبزيغ هاله |                 |
| Aerotranscargo           | مطار بريزبان، مطار هونغ كونغ الدولي، مطار ملبورن الدولي                                                                                           | [ 95 ]          |
| Amazon Air               | مطار كيمبيغودا الدولي، مطار راجيف غاندي الدولي، مطار تشاتراباتي شيفاجي الدولي                                                                     | [ 96 ]          |
| Blue Dart Aviation       | مطار سردار فالابهبهاي باتل الدولي، مطار كيمبيغودا الدولي، مطار تشيناي الدولي، مطار نيتاجي سوبهاس شاندرا بوس الدولي، مطار تشاتراباتي شيفاجي الدولي | [ 97 ]          |
| كاثي باسيفيك             | مطار كيمبيغودا الدولي، مطار هونغ كونغ الدولي، مطار راجيف غاندي الدولي، مطار لندن هيثرو، مطار مالبينسا، مطار باريس شارل ديغول                      | [ 98 ] [ 99 ]   |
| الخطوط الجوية الصينية    | مطار لوكسمبورغ، مطار تايوان تاويوان الدولي | [ 100 ] [ 101 ] |
| دي إتش إل للطيران        | مطار هونغ كونغ الدولي، مطار لايبزيغ هاله | [ 102 ]         |
| الخطوط الجوية الإثيوبية  | مطار أديس أبابا بولي الدولي، مطار تشونغتشينغ جيانغبى الدولي                                                                                       | [ 103 ]         |
| فيديكس إكسبرس            | مطار تشنغدو شوانغليو الدولي، مطار دبي الدولي، مطار قوانغتشو باييون الدولي، مطار ممفيس الدولي                                                      | [ 104 ]         |
| خطوط إنديقو              | مطار نيتاجي سوبهاس شاندرا بوس الدولي، مطار تشاتراباتي شيفاجي الدولي، مطار الشارقة الدولي                                                          | [ 105 ]         |
| كوريا للطيران            | مطار نوي باي الدولي، مطار إنتشون الدولي، مطار فيينا الدولي                                                                                        | [ 106 ]         |
| لوفتهانزا للشحن          | مطار فرانكفورت، مطار شاه جلال الدولي، مطار قوانغتشو باييون الدولي، مطار سوكارنو هاتا الدولي، مطار كراسنويارسك الدولي                              | [ 107 ]         |
| MASkargo                 | مطار تشيناي الدولي، مطار كوالالمبور الدولي | [ 108 ] [ 109 ] |
| الخطوط الجوية القطرية    | مطار حمد الدولي | [ 110 ]         |
| خطوط أس أف الجوية        | Ezhou، مطار شينزين باوان الدولي، مطار ووهان الدولي                                                                                                | [ 111 ] [ 112 ] |
| Singapore Airlines Cargo | مطار شانغي سنغافورة |                 |
| سبايس جيت                | مطار نوي باي الدولي، Leh، مطار نيتاجي سوبهاس شاندرا بوس الدولي، مطار تشاتراباتي شيفاجي الدولي                                                     | [ 114 ]         |
| الخطوط الجوية التركية    | مطار نوي باي الدولي، مطار إسطنبول الدولي | [ 115 ]         |
| خطوط يو بي إس الجوية     | مطار سوفارنابومي الدولي، مطار كولونيا بون الدولي، مطار دبي الدولي                                                                                 | [ 116 ]         |